# 周俊勲
周 俊勲（しゅう しゅんくん、ヂョウ ジュンシュン、1980年2月23日-）は、台湾の囲碁棋士。中国囲棋会、台湾棋院所属、九段。戴嘉伸七段、林聖賢七段に師事。台湾で最初の九段（一品）であり第一人者。LG杯世界棋王戦優勝、他名人戦16連覇など国内タイトル多数。周平強六段は実弟。

## 経歴
碁好きの父の影響で7歳で碁を覚え、応昌期教育基金会の「菁英組」に通う。また戴嘉伸のところへ9ヶ月、林聖賢のところに6ヶ月と、短期の内弟子生活を送る。1990年に世界青少年囲碁選手権大会少年組準優勝。1991年10歳の時に中国との少年囲碁交流大会に参加し、その後3か月四川省成都で修行し、宋雪林などの指導を受ける。1993年に中国囲棋協会初段。
1994年、世界アマチュア囲碁選手権戦で準優勝。同年、台湾の中国囲棋会プロ棋士として九品（初段）、同年八品（二段）となり、1995年に台湾の名人位獲得。その後中国の棋戦に参加するなどし、1997年には全国囲棋個人戦で6位入賞。また1997年には台湾の全4タイトル制覇。1998年に勝率9割の成績により、三品から一品（九段）に飛び付き昇品。1999年に中国の新人王戦でベスト4進出。1999年から2年間兵役に就く。2001年の富士通杯では、李世乭、睦鎮碩、河野臨を破り4位となる。2007年にLG杯世界棋王戦の決勝で胡耀宇を2-1で破り、台湾棋士としては初の世界選手権優勝を果たした。
2007年、王銘琬九段、鄭銘瑝九段、鄭銘琦七段の妹の鄭淑卿と結婚。2008年3月、台湾棋院の棋士処遇制度に同意しなかったため、5年間の棋戦出場停止処分を受けるが、2009年9月に改訂した同意書にサインし復帰。2015年に棋王戦に優勝。
中国囲棋リーグでは、2001年から乙級リーグで香港チームに所属、2003-04年は甲級で貴州衛視、2005年は甲級で香港に所属。2010年からは台湾棋院チームで出場し、2015年全国団体選手権は海峰棋院チーム監督。2014年に国手戦リーグ陳詩淵戦で四劫無勝負を行っている。

### タイトル歴
国際棋戦
- LG杯世界棋王戦 2007年
- 日台精鋭プロ選手権 2010年

国内棋戦
- 名人戦 1995-2009年（16連覇）
- 国手戦 1997-99年
- 永大杯囲棋戦 1996、98年
- 中環杯囲棋オープン戦 1996、99-2000、2004年
- 聯電千禧杯戦 2000年
- 東鋼杯プロ囲棋戦 2001、06、10年、11年
- CMC杯電視快棋戦 2002年
- 天元戦 2004-06年
- 台湾棋院杯戦 2004-05年
- 亞藝杯戦 2003年
- 魔戒杯プロ囲棋戦 2005年
- 王座戦 2006(第1回)、06(第2回)、07年
- 十段戦・友士杯十段戦 2007年、2011-12年
- 愛心杯プロ囲棋戦 2007年
- 棋王戦 2008、15年
- 思源杯プロ囲棋戦 2012年

### 他の棋歴
- 世界囲碁選手権富士通杯 4位 2001年、ベスト8 2002、2004年
- ワールドマインドスポーツゲームズ 男女ペア戦準優勝 2008年（謝依旻とペア）
- アジア競技大会 2010年男女ペア戦4位（黒嘉嘉とペア）、男子団体戦4位
- スポーツアコードワールドマインドゲームズ 2011年男女ペア戦4位（黒嘉嘉とペア）、2013年男子団体戦銅メダル
- CSK杯囲碁アジア対抗戦
  - 2002年 1-1（○邵煒剛、×劉昌赫）
  - 2004年 1-2（×宋泰坤、×王檄、○依田紀基）
  - 2005年 0-3（×朴永訓、×孔傑、×高尾紳路）
- 中国囲棋甲級リーグ戦
  - 2003年（貴州衛視）
  - 2004年（貴州衛視）11-9
  - 2005年（香港新世界）1-7
  - 2008年乙級（北京橡果氧立得）3-4
  - 2010年丙級（台湾棋院）4-3
  - 2012年丙級（台湾中環）4-3
  - 2013年乙級（台湾中環）3-4
- 亜芸杯両岸交流戦 2005年 0-3（×周鶴洋、×兪斌、×王檄）
- 千灯杯海峡両岸都市囲棋対抗戦 2009年 ×陳耀燁